# Séfer HaRazim
Séfer HaRazim (en hebreu: ספר הרזים) (en català: "El llibre dels secrets") és un text màgic jueu presumptament lliurat a Noé per l'àngel Raziel, i transmès al llarg de la història bíblica a Salomó, per qui va ser una gran font de la seva saviesa, i suposats poders màgics.

## Introducció
Aquest llibre és diferent del Séfer Raziel HaMalach, el qual li va ser lliurat a Adam pel mateix àngel, però que prové de la mateixa tradició, i grans parts del Séfer HaRazim es van incorporar al Séfer Raziel amb el seu títol original. Aquest és un text poc ortodox. Les lleis jueves tradicionals de puresa formen part de la cosmogonia. Es creu que és un llibre de referència per a la màgia jueva. En el llibre s'invoca als àngels en lloc de Déu, per realitzar gestes sobrenaturals. El text en si mateix va ser considerat part del judaisme ortodox sota la influència de l'hel·lenisme, però aquest text, juntament amb altres obres, és considerat una heretgia pel judaisme rabínic modern.

## Descobriment
El text va ser redescobert al segle xx per Mordechai Margaliot, un acadèmic jueu que va visitar Oxford en 1963, fent servir diversos fragments oposats a la guenizà del Caire. Mordechai va suposar que diversos fragments de literatura màgica jueva compartien una font comuna, i estava segur que podria reconstruir aquesta font comuna. Ho va aconseguir en 1966 quan va publicar el Séfer HaRazim. La primera traducció a l'idioma anglès del llibre, va ser realitzada per Michael A. Morgan en 1983, el llibre va ser imprès en l'estiu de 2007. Existeix una nova edició acadèmica del manuscrit principal, la qual inclou fragments de la guenizà del Caire escrits en hebreu i en judeo-àrab. La traducció al llatí va ser preparada per Bill Rebiger i Peter Schäfer en 2009, amb plans per a una traducció i comentaris en alemany.

## Datació del text
Margaliot col·loca la data del text original a principis del segle iv o finals del segle iii de l'Era Cristiana. La data de datació és acceptada gairebé universalment, una excepció notable és la de Itamar Gruenwald, el qual ha posat data a l'obra als segles sisè o setè. No obstant això, és clar que aquest text és anterior als textos cabalístics, inclòs el Zohar (segle xiii), el Séfer ha-Bahir (segle xiii també), i possiblement, el llibre cabalístic Séfer Yetsirà (segle iv). Hi ha certes pistes textuals que apunten cap a una data de datació primerenca.

## Estructura i contingut
El llibre està dividit en set seccions, sense incloure un prefaci que detalla la recepció i la transmissió del llibre. Cadascuna de les primeres sis seccions correspon a un cel, i conté una llista d'àngels, i instruccions per realitzar un o més ritus màgics. Solament el Tron de Déu es troba en el setè cel. Existeix una tensió entre la cosmogonia ortodoxa del llibre, i la praxi no ortodoxa encarnada en aquests ritus màgics, el llibre ha estat editat per un escriba rabínic, però la religió popular continguda en el llibre roman intacta. Alguns dels rituals pretenen facilitar la curació, la profecia, atacar als enemics, i guanyar bona fortuna. El número set, la importància dels noms divins i la màgia, tenen un significat en la literatura màgica d'Orient Mitjà. El text demostra un fort sincretisme entre la tradició jueva i la grega, un exemple d'això és l'oració al Déu del Sol Helios, per invocar-ho durant la nit. L'oració ve precedida per instruccions per invocar a diversos àngels i al Sol.